# Odontonema glabrum
Odontonema glabrum är en akantusväxtart som beskrevs av T S. Brandegee. Odontonema glabrum ingår i släktet Odontonema och familjen akantusväxter. Inga underarter finns listade i Catalogue of Life.